# Doha Diamond League 2017
Il Doha Diamond League 2017 è stato la 19ª edizione dell'annuale meeting di atletica leggera, tappa inaugurale del circuito Diamond League 2017. Le competizioni hanno avuto luogo presso lo Stadio Qatar SC di Doha, il 5 maggio 2017.

## Programma
| # | Orario | Specialità             |
| - | ------ | ---------------------- |
| 1 | 18:45  | Salto in alto          |
| 2 | 19:03  | 400 metri piani        |
| 3 | 19:05  | Lancio del giavellotto |
| 4 | 19:14  | 1500 metri piani       |
| 5 | 19:45  | Salto triplo           |
| 6 | 20:25  | 100 metri piani        |
| 7 | 20:35  | 400 metri ostacoli     |
| 8 | 20:45  | 3000 metri piani       |

| # | Orario | Specialità         |
| - | ------ | ------------------ |
| 1 | 18:00  | Getto del peso     |
| 2 | 18:15  | Salto con l'asta   |
| 3 | 19:25  | 800 metri piani    |
| 4 | 19:35  | 200 metri piani    |
| 5 | 19:50  | 100 metri ostacoli |
| 6 | 20:05  | 3000 metri siepi   |

     Specialità valide per la Diamond League

## Risultati
Di seguito i primi tre classificati di ogni specialità.

### Uomini
| Specialità             | 1º classificato    | Prestazione | 2º classificato | Prestazione | 3º classificato | Prestazione |
| 100 metri              | Akani Simbine      | 9"99        | Asafa Powell    | 10"08       | Femi Ogunode    | 10"13       |
| 400 metri              | Steven Gardiner    | 44"60       | LaShawn Merritt | 44"78       | Tony McQuay     | 44"92       |
| 1500 metri             | Elijah Manangoi    | 3'31"90     | Silas Kiplagat  | 3'32"23     | Bethwell Birgen | 3'32"27     |
| 3000 metri             | Ronald Kwemoi      | 7'28"73     | Paul Chelimo    | 7'31"57     | Yomif Kejelcha  | 7'32"27     |
| 400 metri ostacoli     | Abderrahman Samba  | 48"44       | Kerron Clement  | 49"40       | L.J. van Zyl    | 49"49       |
| Salto in alto          | Mutaz Essa Barshim | 2,36 m      | Robert Grabarz  | 2,31 m      | Donald Thomas   | 2,29 m      |
| Salto triplo           | Christian Taylor   | 17,25 m     | Omar Craddock   | 17,08 m     | Alexis Copello  | 16,81 m     |
| Lancio del giavellotto | Thomas Röhler      | 93,90 m     | Johannes Vetter | 89,68 m     | Jakub Vadlejch  | 87,91 m     |

     Prestazione che stabilisce il nuovo record del meeting.

### Donne
| Specialità         | 1ª classificata      | Prestazione | 2ª classificata    | Prestazione | 3ª classificata    | Prestazione |
| 200 metri          | Elaine Thompson      | 22"19       | Dafne Schippers    | 22"45       | Marie-Josée Ta Lou | 22"77       |
| 800 metri          | Caster Semenya       | 1'56"61     | Margaret Wambui    | 1'57"03     | Eunice Sum         | 1'58"76     |
| 3000 metri siepi   | Hyvin Kiyeng         | 9'00"02     | Beatrice Chepkoech | 9'01"57     | Ruth Jebet         | 9'01"99     |
| 100 metri ostacoli | Kendra Harrison      | 12"59       | Cindy Roleder      | 12"90       | Sharika Nelvis     | 12"91       |
| Salto con l'asta   | Aikaterinī Stefanidī | 4,80 m      | Sandi Morris       | 4,75 m      | Yarisley Silva     | 4,65 m      |
| Getto del peso     | Michelle Carter      | 19,32 m     | Anita Márton       | 18,99 m     | Alëna Dubickaja    | 18,90 m     |

     Prestazione che stabilisce il nuovo record del meeting.